# Hwang In-beom
Hwang In-beom (en coreano: 황인범; Daejeon, 20 de septiembre de 1996) es un futbolista surcoreano que juega en la demarcación de centrocampista para el Feyenoord de la Eredivisie.

## Selección nacional
Tras jugar en la sub-17, la sub-20 y la sub-23 de Corea del Sur, finalmente hizo su debut con la selección absoluta el 7 de septiembre de 2018 en un encuentro amistoso contra Costa Rica, que finalizó con un resultado de 2-0 a favor del combinado surcoreano tras los goles de Nam Tae-hee y Lee Jae-sung.

### Participaciones en Copas del Mundo
| Mundial                        | Sede  | Resultado        | Partidos | Goles |
| ------------------------------ | ----- | ---------------- | -------- | ----- |
| Copa Mundial de Fútbol de 2022 | Catar | Octavos de final | 4        | 0     |

### Goles internacionales
| # | Fecha                   | Estadio                                          | Oponente  | Gol | Resultado | Competición                                |
| - | ----------------------- | ------------------------------------------------ | --------- | --- | --------- | ------------------------------------------ |
| 1 | 16 de octubre de 2018   | Estadio de Cheonan, Cheonan, Corea del Sur       | Panamá    | 2-0 | 2-2       | Amistoso                                   |
| 2 | 11 de diciembre de 2019 | Estadio Asiad de Busan, Busan, Corea del Sur     | Hong Kong | 1-0 | 2-0       | Campeonato de Fútbol del Este de Asia 2019 |
| 3 | 18 de diciembre de 2019 | Estadio Asiad de Busan, Busan, Corea del Sur     | Japón     | 1-0 | 1-0       | Campeonato de Fútbol del Este de Asia 2019 |
| 4 | 7 de octubre de 2021    | Estadio Ansan Wa~, Ansan, Corea del Sur          | Siria     | 1-0 | 2-1       | Clasificación para el Mundial 2022         |
| 5 | 28 de marzo de 2023     | Estadio Mundialista de Seúl, Seúl, Corea del Sur | Uruguay   | 1-1 | 1-2       | Amistoso                                   |
| 6 | 15 de enero de 2024     | Estadio Jassim bin Hamad, Rayán, Catar           | Baréin    | 1-0 | 3-1       | Copa Asiática 2023                         |

## Clubes
| Club                           | País          | Año       | Partidos | Goles |
| ------------------------------ | ------------- | --------- | -------- | ----- |
| Daejeon Citizen F. C.          | Corea del Sur | 2015-2017 | 87       | 13    |
| Ansan Mugunghwa F. C. (cedido) | Corea del Sur | 2018      | 18       | 1     |
| Daejeon Citizen F. C.          | Corea del Sur | 2018-2019 | 7        | 2     |
| Vancouver Whitecaps F. C.      | Canadá        | 2019-2020 | 41       | 4     |
| F. C. Rubin Kazán              | Rusia         | 2020-2022 | 38       | 6     |
| F. C. Seoul (cedido)           | Corea del Sur | 2022      | 10       | 0     |
| Olympiacos F. C.               | Grecia        | 2022-2023 | 40       | 5     |
| Estrella Roja de Belgrado      | Serbia        | 2023-2024 | 42       | 6     |
| Feyenoord                      | Países Bajos  | 2024-     | 30       | 3     |

## Palmarés

### Campeonatos nacionales
| Título              | Club                      | País   | Año  |
| ------------------- | ------------------------- | ------ | ---- |
| Superliga de Serbia | Estrella Roja de Belgrado | Serbia | 2024 |
| Copa de Serbia      | Estrella Roja de Belgrado | Serbia | 2024 |

### Campeonatos internacionales
| Título                                | Club                                        | País          | Año  |
| ------------------------------------- | ------------------------------------------- | ------------- | ---- |
| Fútbol en los Juegos Asiáticos        | Selección de fútbol sub-23 de Corea del Sur | Indonesia     | 2018 |
| Campeonato de Fútbol del Este de Asia | Selección de fútbol de Corea del Sur        | Corea del Sur | 2019 |